# Perro caliente bailando
El Perro caliente bailando o el Perrito caliente bailando (originalmente Dancing Hot Dog) es el nombre utilizado a menudo para referirse a un personaje y un meme de internet que se originó en 2017, después de que la aplicación móvil Snapchat publicase una foto y un filtro de vídeo que incluye una animación de un perro caliente antropomórfico bailando.

## Publicación y descripción de filtro
Snapchat a menudo estrena filtros (también conocidos como lentes) para que sus usuarios lo utilicen; como otros filtros de la aplicación, el filtro del perro caliente bailando se encuentra por la apertura en la cámara de la aplicación, tocando la pantalla hasta que las opciones del filtro aparezcan. El perro caliente en el filtro puede ser hecho más grande o más pequeño, y también pueda ser movido alrededor de la pantalla, incluyendo cuando los usuarios graben un vídeo. Mientras muchos filtros de Snapchat utilizan la cámara frontal de un teléfono, el filtro del perro caliente requiere usuarios para cambiar a su cámara trasera.
El filtro utiliza la realidad aumentada (RA), tecnología para mostrar un renderizados 3D de un perro caliente con forma humana. El perro caliente está mostrado en un panecillo, llevando auriculares y escuchando música. Debido al uso del filtro de la tecnología de RA, el perro caliente se pega a sí mismo en objetos reales junto al movimiento de ellos.

## Uso y popularidad como meme
Uno de los usos notables más tempranos del filtro era en un vídeo subido a YouTube el 23 de junio de 2017, mostrando a una mujer que recibe una perforación de nariz mientras el perro caliente aparece para bailar en su hombro. Poco después, el meme se viralizó en Internet, y más notablemente en Twitter, con muchos usuarios publicando las imágenes y los vídeos que muestran al perro caliente en situaciones humorísticas. El periódico americano USA Today también informó que el 4 de julio, un tuit que muestra un vídeo del perro caliente que es "sacado" por un niño en un carrito de compra, ayudó a que el uso del filtro se convirtiese en un meme.
Jay Hathaway de The Daily Dot, detalló la acogida del meme por usuarios de Internet, escribiendo, "Porque Snapchat es una parte enorme de cultura de Internet, el perro caliente es una referencia universal para adolescentes y millennials. Es altamente reconocible, y está en todas partes. La ubicuidad de la perra caliente ha dirigido memes elitistas para declararlo 'muerto' ya—debido a los aspectos en sitios derivados como 9gag y iFunny." El Correo de Washington también publicó sobre la recepción del meme, destacando tuits positivos aproximadamente sobre él. The A.V. Club describió la popularidad del meme como "momento de felicidad completamente inobjetable, celebridad de Internet." SB Nation utilizó el meme en un correo alegre, modificando la imagen del perro caliente a imágenes de momentos icónicos de los deportes.

## Influencia
El filtro inspiró al desarrollador de aplicaciones móviles Anonymous Inc para lanzar el la app de plataformas, Dancing Hotdog!, el cual medios de comunicación en línea informaron que no tenían ninguna afiliación con Snapchat o Snapchat Inc. Ambos Mashable y Engadget comentaron que el juego era frustrantemente difícil, comparándolo a Flappy Bird y ambas publicaciones también expresaron la molestia con los anuncios del juego.